# 坎貝爾群島
坎貝爾群島（英語：Campbell Islands）屬於紐西蘭，是亞南極地區的群島。位於斯圖爾特島南方約600公里。坎貝爾群島總面積為 113.31 km2（43.75 sq mi），包括較大的坎貝爾島（面積112.68 km2或43.51 sq mi），與丹特島、珍妮特瑪麗島、富麗島（又稱為富麗群島）、雅克馬特島、莫諾懷島等島礁。 坎貝爾群島屬於安蒂波德斯亞南極群島凍原生態區，也是聯合國教科文組織世界遺產紐西蘭亞南極群島中五座群島之一。

## 重點鳥區
因為坎貝爾群島為數種海鳥與坎貝爾鷸(Coenocorypha aucklandica perseverance)、坎貝爾鴨(Anas nesiotis)兩種特有鳥類的繁殖地，該地被國際鳥盟列為重點鳥區。當地的海鳥有南跳岩企鵝、黃眼企鵝、安蒂波德斯信天翁、南方皇家信天翁、灰背信天翁、黑眉信天翁、坎貝爾信天翁、灰頭信天翁、北方巨鸌、白額鸌與坎貝爾鸕鶿。

## 地理
- 坎貝爾島（52°32.4′S 169°8.7′E / 52.5400°S 169.1450°E）
- 丹特島（52°31.15′S 169°3.75′E / 52.51917°S 169.06250°E）
- 雅克馬特島（52°37′S 169°7.5′E / 52.617°S 169.1250°E）

坎貝爾群島各島嶼相對平坦，但因地質構造，每座島嶼中心都有山地。除去紐西蘭聲稱擁有的南極領地之，雅克馬特群島南端的海蝕柱是紐西蘭的最南端。

## 外部連結
- 坎貝爾群島地圖（页面存档备份，存于）